# Пропес, Аарон Цви
Аарон Цви Пропес (ивр. אהרן צבי פרופס‎; 25 мая 1904, Митава — 10 января 1978, Тель-Авив) — еврейский (израильский) общественный и культурный деятель.

## Биография
Родился в семье Мозеса Мееровича Пропеса (1873—?) и Фейги Крупман. В 1923 году в Риге стал первым председателем молодёжной сионистской группы «Бейтар», окончательно оформившейся после встречи участников с приехавшим в Ригу Владимиром Жаботинским и ориентировавшейся на его ревизионистские идеи. С возникновением аналогичных групп в нескольких соседних странах в 1928 году перенёс штаб-квартиру «Бейтара» в Польшу. В 1929 году в Варшаве прошёл первый съезд всех руководителей движения, на котором Жаботинский был избран его главой, а Пропес сохранил полномочия комиссара (фактического руководителя) и удерживал их до 1939 года, когда в связи с общей радикализацией движения и давлением на «Бейтар» со стороны «Иргуна» на смену Пропесу пришёл Менахем Бегин. Попутно в 1931 году окончил юридический факультет Карлова университета в Праге. В 1940-е гг. Пропес некоторое время занимался созданием и укреплением отделений «Бейтара» в США. Марк Зайчик в своей книге «Жизнь Бегина» характеризует Пропеса так:

Это был красивый выдержанный человек, строивший свою организацию как крепость, кирпич к кирпичу, прочно и надёжно. Он демонстрировал своим видом и поведением вежливость, корректность, даже отчуждённость. Прежде всего Пропес был хорошим администратором, организатором, а дальше — что и как получится. У него были знакомые, но друзей не было. К 1936 году Пропес организовал десятки тысяч молодых людей Восточной Европы в рамках движения, созданного Жаботинским.

В 1949 году Пропес обосновался в Израиле и получил должность в системе кабинета министров, в рамках которой отвечал за различные культурные проекты. Он выступил инициатором, основателем и первым руководителем трёх крупных культурных проектов, действующих в Израиле и по сей день: Международной хоровой ассамблеи «Зимрия» (1952, первоначально Всемирный фестиваль еврейских хоров), Международного конкурса арфистов (1959, в ознаменование 10-летия Государства Израиль) и Израильского фестиваля (1961, первоначально Израильский фестиваль классической музыки). Как отмечает современный музыкальный критик,

Не будучи музыкантом, он был подлинным любителем музыки: редкое сочетание патриотизма в наивном, идеалистическом, неполитическом смысле слова и приземлённой практичности. Его целью было нанести Израиль на международную карту крупнейших музыкальных событий высочайшего уровня, чтобы заработать всемирный престиж для страны.